# Batman: Year One (film)
Batman: Year One è un film d'animazione del 2011 diretto da Sam Liu e Lauren Montgomery e basato sull'omonimo fumetto di Frank Miller.

## Trama
L'agente di polizia James Gordon viene trasferito a Gotham City, dove si trova a dover convivere non solo con la criminalità, ma anche con la corruzione nel suo ambiente di lavoro. Nel frattempo il giovane Bruce Wayne, orfano miliardario, fa ritorno a Gotham e inizia la sua personale crociata contro il crimine assumendo l'identità segreta di Batman.passando dalla morte dei genitori di Bruce Wayne fino al momento in cui l'uomo decide di difendere Gotham City dalla criminalità.

## DC Showcase: Catwoman
DC Showcase: Catwoman, noto semplicemente come Catwoman, è un cortometraggio animato allegato al DVD di Batman: Year One. Si tratta di una storia che vede Selina Kyle (doppiata nuovamente da Eliza Dushku) affrontare il criminale Rough Cut (doppiato da John DiMaggio).